# Dehiwala-Mount Lavinia
Dehiwala-Mount Lavinia (Tamilisch: தெகிவளை-கல்கிசை, Singhalesisch: දෙහිවල-ගල්කිස්ස) ist die zweitgrößte Stadt in Sri Lanka. Sie ist ein südlicher Vorort der Hauptstadt Colombo und besteht aus den ehemals eigenständigen Städten Dehiwala und Mount Lavinia. Dehiwala-Mount Lavinia hatte 2001 etwa 210.000 Einwohner.

## Stadtbild
Die Stadt, die eine Fläche von nur 21 km² bedeckt, besteht in erster Linie aus den drei dicht bebauten Stadtteilen Dehiwala, das im Norden an Wellawatte, den südlichsten Stadtteil von Colombo grenzt, und daran schließt sich Mount Lavinia an, das auf Singhalesisch „Galkissa“ genannt wird und in Ratmalana, den südlichsten Stadtteil, übergeht. An Ratmalana schließt sich im Süden die benachbarte Großstadt Moratuwa an. Weniger dicht besiedelt sind die Stadtviertel Attidiya, Kalubowila, Kohuwala und Nedimala im Osten der Stadt, wo eine aufgelockerte Bauweise vorherrscht.
Dehiwala-Mount Lavinia wird von Norden nach Süden durchzogen von der belebten, verkehrsreichen und schnurgeraden Hauptverkehrs- und Hauptgeschäftsstraße Galle Road, deren singhalesischer Name „Galu Pare“ lautet, an der sich nicht nur zahllose Büros und Geschäfte aller Art aneinander reihen, sondern auch zahlreiche Industrie- und Gewerbebetriebe.
Dehiwala-Mount Lavinia hat große christliche und tamilische Minderheiten. Demzufolge finden sich zahlreiche Kirchen unterschiedlicher christlicher Konfessionen über die ganze Stadt verteilt.

## Verkehr
Wenige hundert Meter westlich der Galle Road verläuft direkt am Meer die hier zweigleisige Bahnlinie Coastal Line, die im Stadtbereich drei Bahnhöfe hat: Dehiwala (12,0 km ab Colombo-Fort), Mount Lavinia (14,2 km) und Ratmalana (16,0 km). Hier halten in erster Linie die zahlreichen Nahverkehrszüge, die zwischen Colombo und Panadura verkehren. Nur am Bahnhof Mount Lavinia halten einige der Expresszüge von Colombo nach Galle und Matara. Zahlreiche Buslinien verbinden Dehiwala-Mount-Lavinia mit Colombo, doch die Fernbusse von Colombo in den Süden und Südosten des Landes halten in der Regel hier nicht.
Der 1938 eröffnete Flughafen Ratmalana Airport im Süden der Stadt verlor nach der Eröffnung des internationalen Flughafens Bandaranaike International Airport 1967 erheblich an Bedeutung.

## Sehenswürdigkeiten
In Dehiwala-Mount Lavinia befindet sich der Zoo National Zoological Gardens of Sri Lanka, der 1929 von dem auf Ceylon lebenden deutschen Kaufmann und Schriftsteller John Hagenbeck gegründet wurde.
Hauptattraktion der Stadt ist das im Kolonialstil erbaute und mehrfach erweiterte Mt. Lavinia-Hotel. Es wurde 1806 als Zweitresidenz des damaligen Gouverneurs Maitland errichtet und 1877 nach mehrmaligem Umbau als Hotel eröffnet.
Der gepflegte Sandstrand nördlich des Hotels ist ein beliebtes Ausflugsziel der Hauptstädter. Vom Strand aus bietet sich ein eindrucksvoller Blick bis zum Zentrum Colombos.

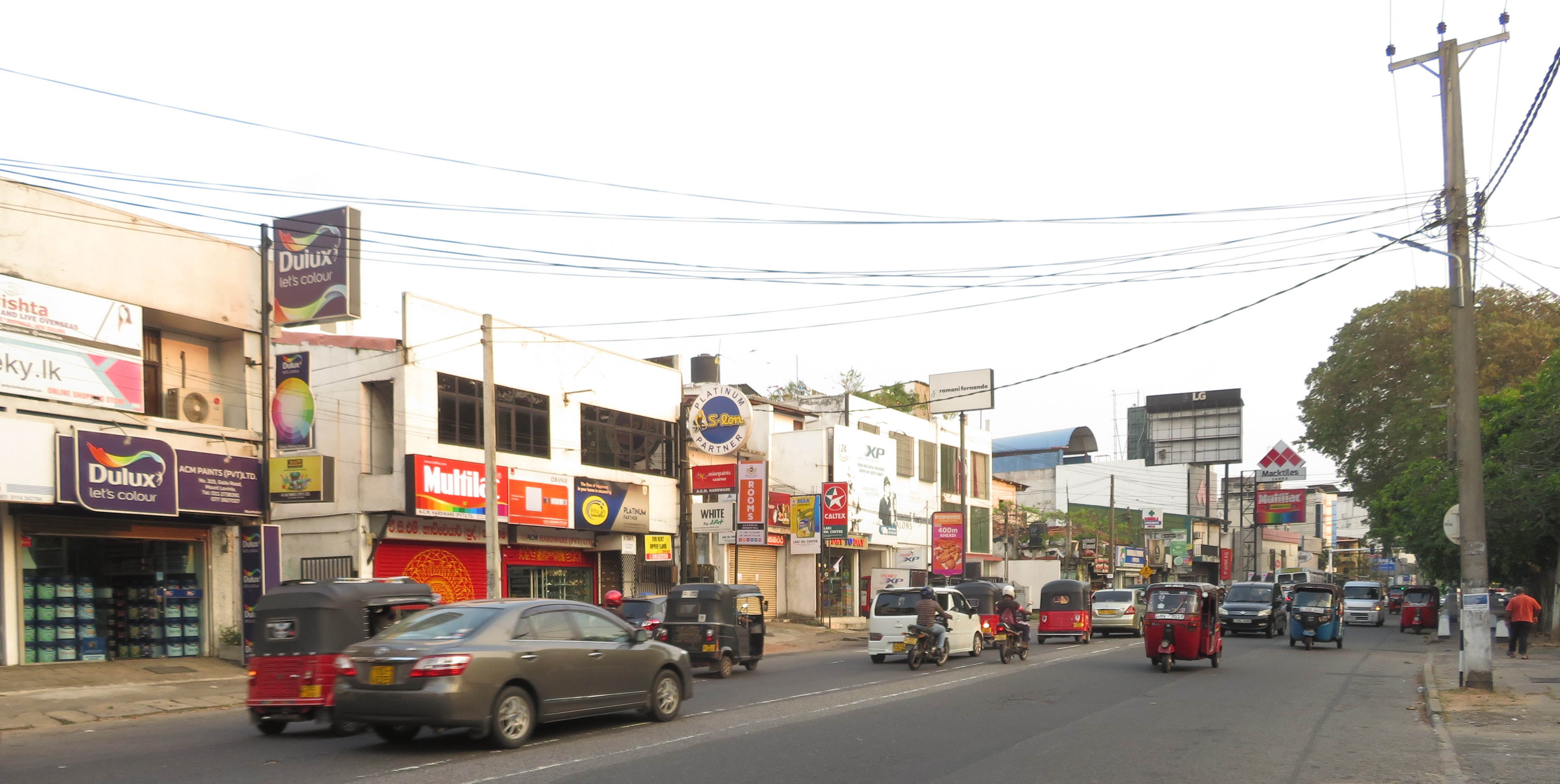
Galle Road, Hauptstraße von Dehiwala-Mount Lavinia
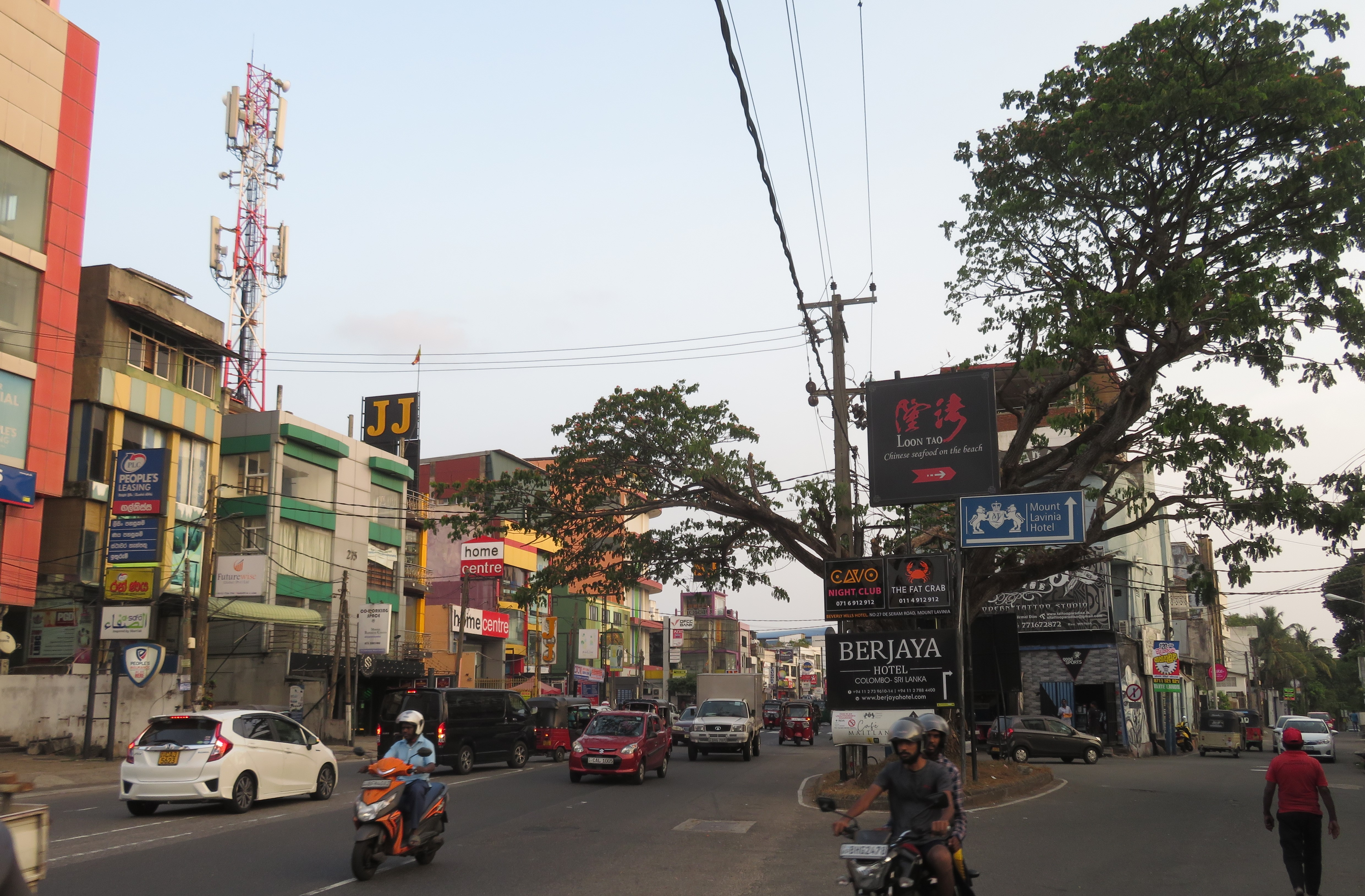
Galle Road
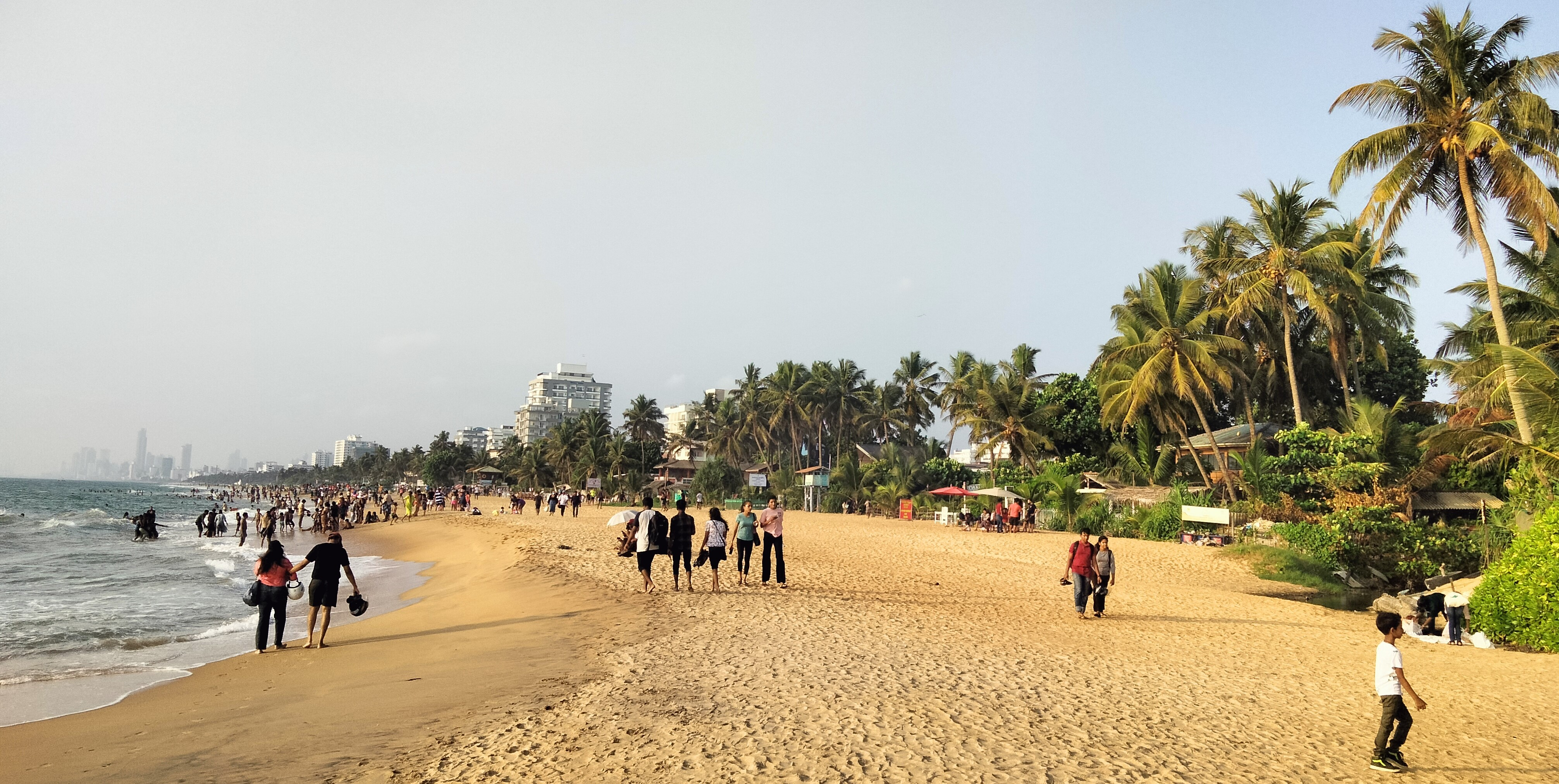
Mount Lavinia Beach
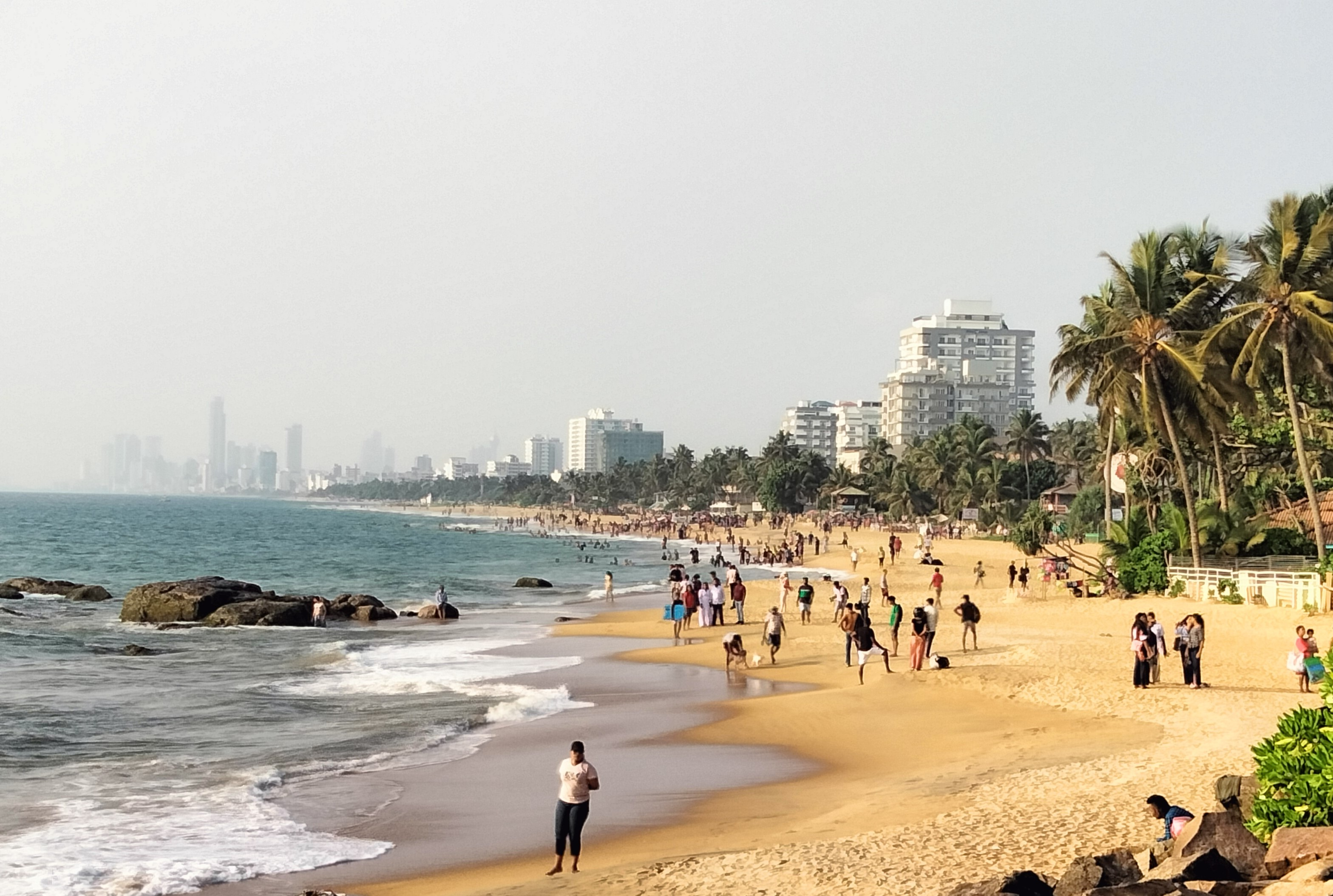
Mount Lavinia Beach, Blick Richtung Colombo
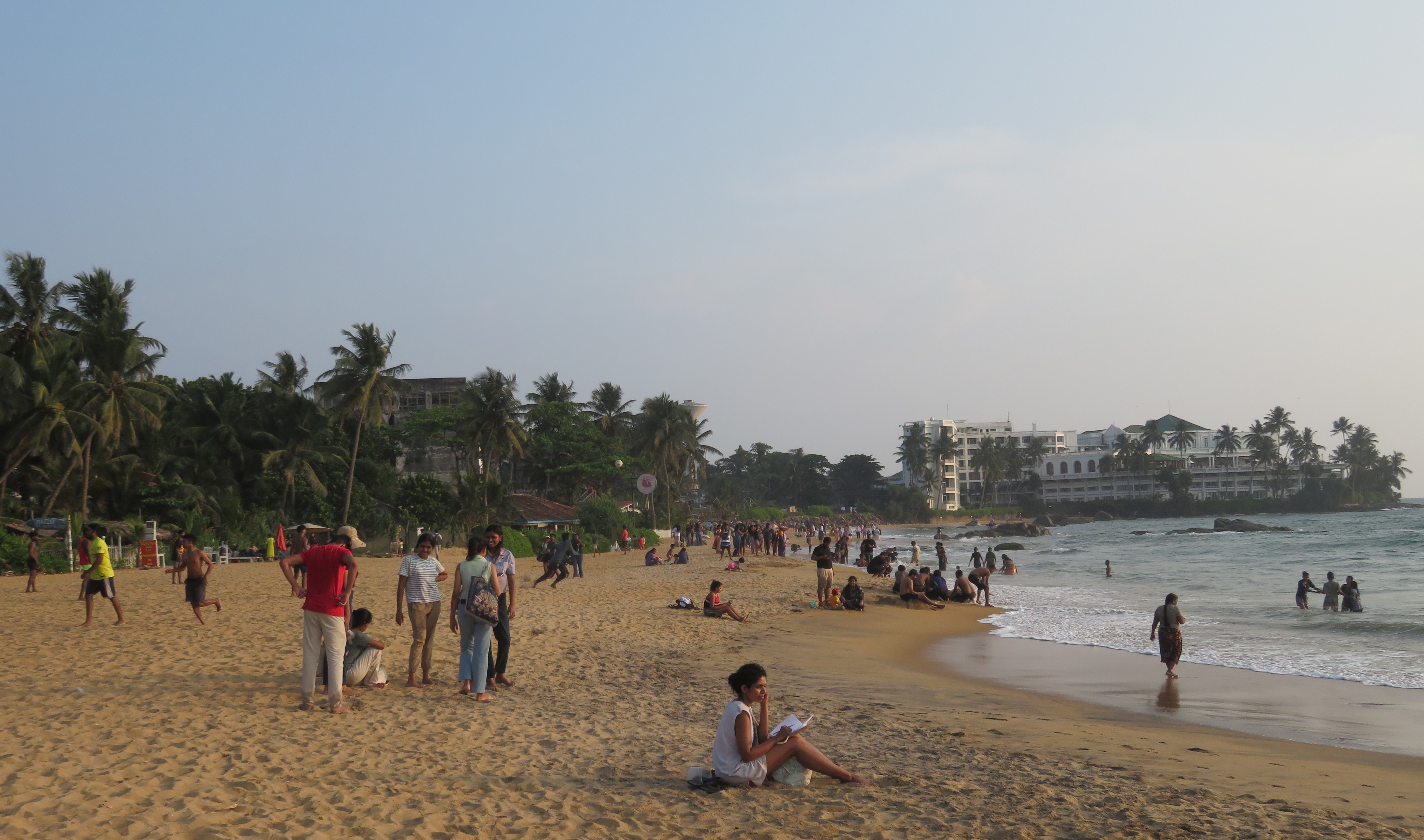
Blick zum Mount Lavinia Hotel
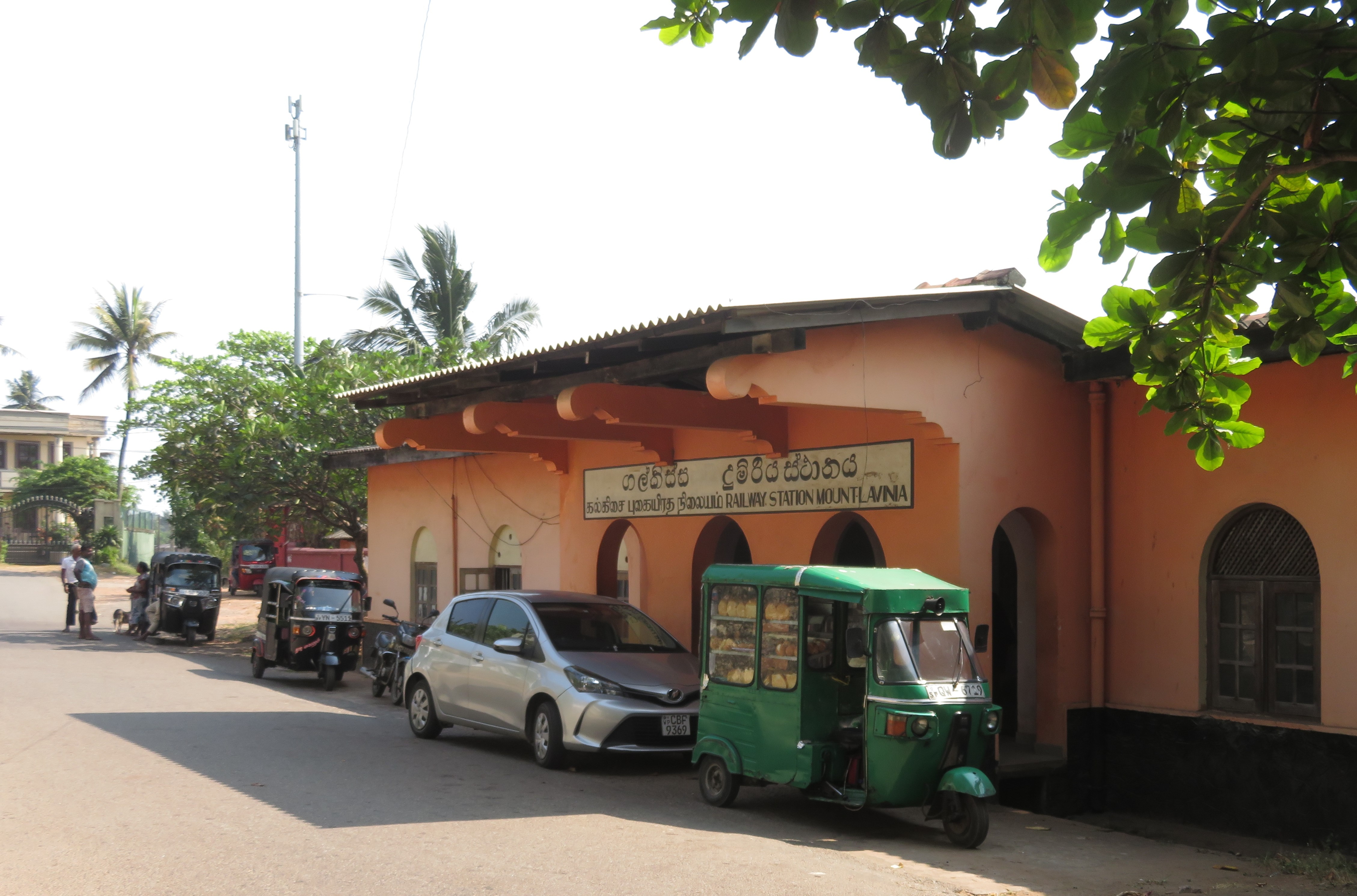
Bahnhof Mount Lavinia
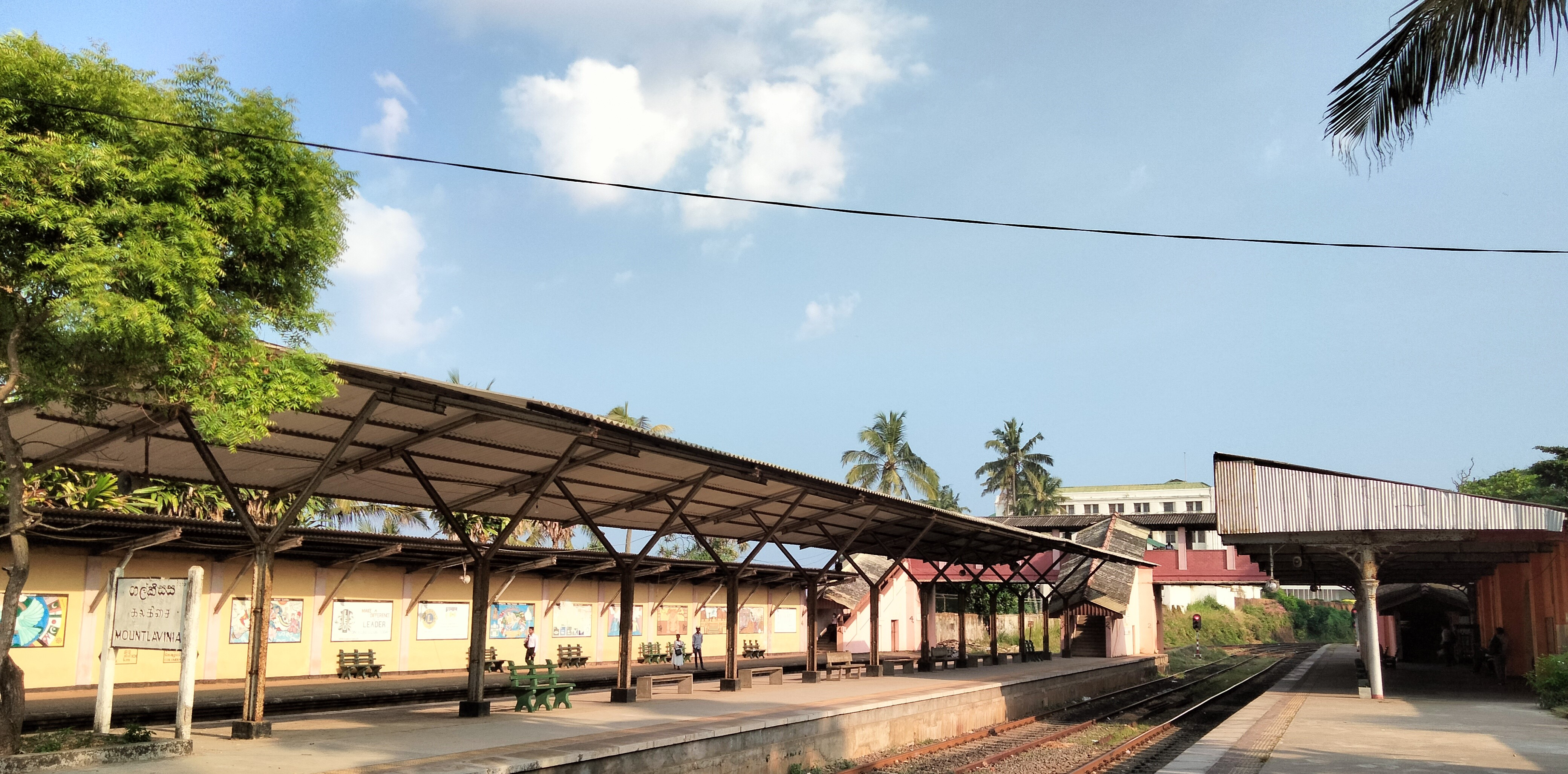
Bahnhof Mount Lavinia
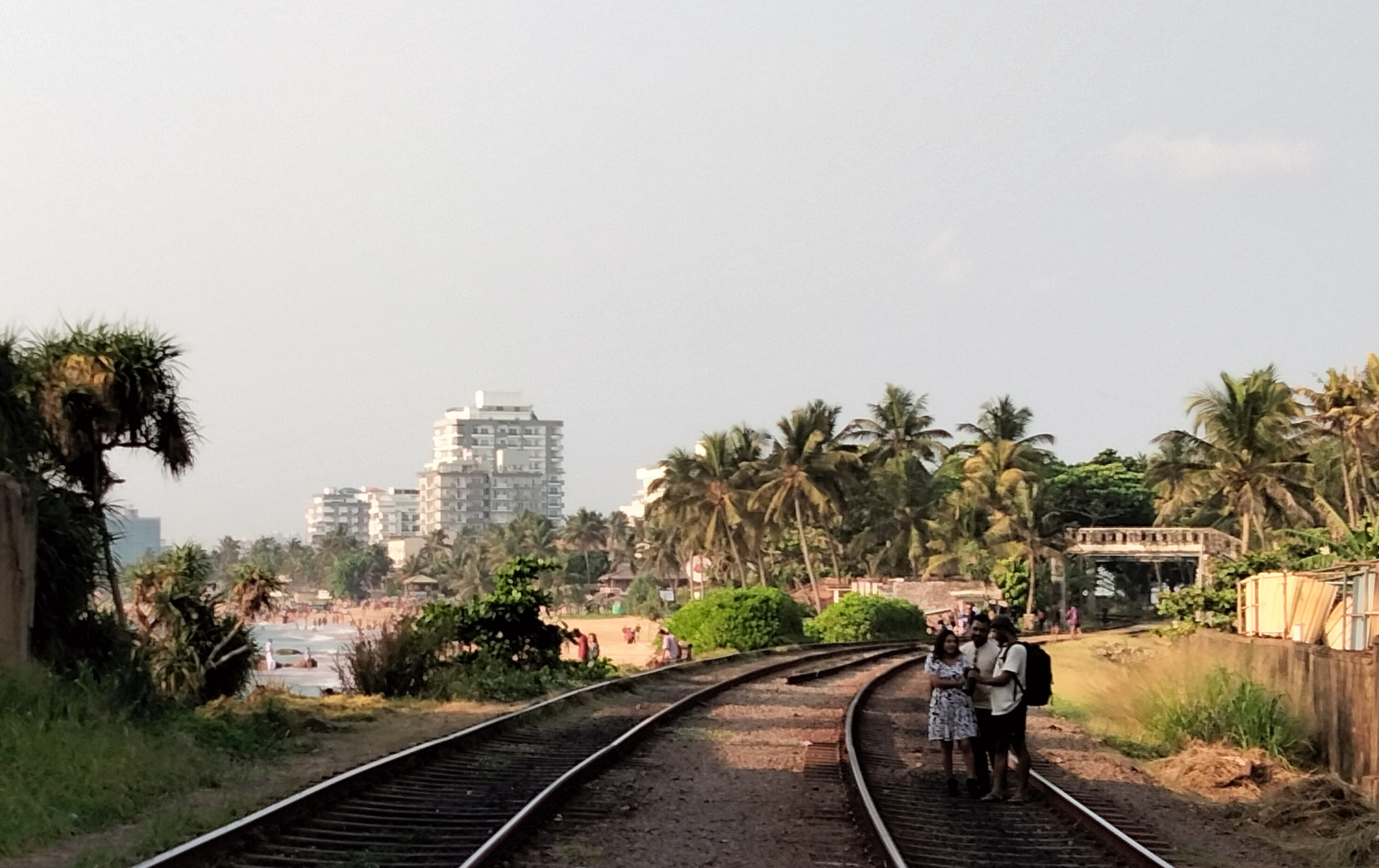
Eisenbahnlinie Coastal Line am Mount Lavinia Beach
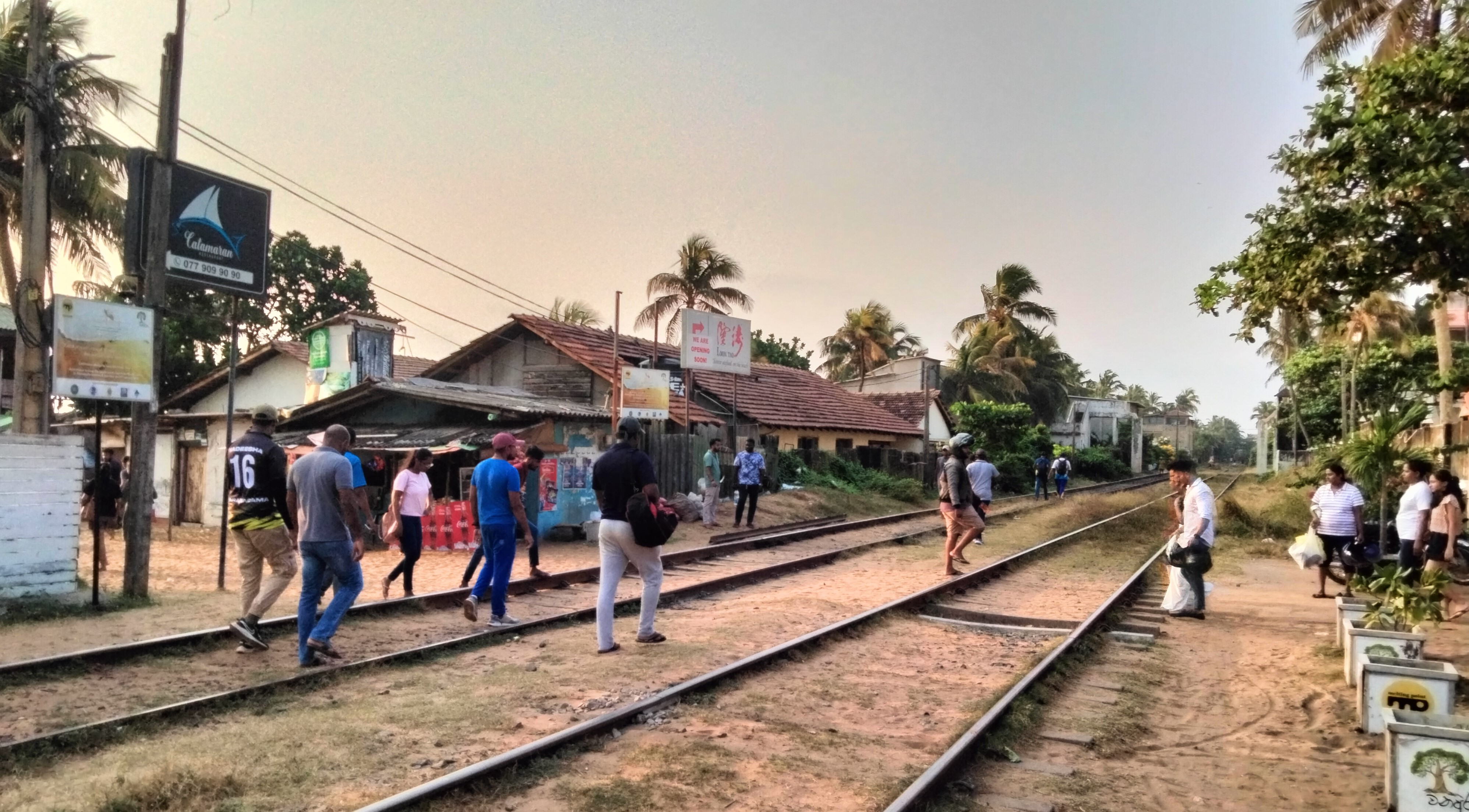
Bahnübergang in Mount Lavinia